# ウッタラ北駅
ウッタラ北駅（ウッタラきた-）は、バングラデシュの首都であるダッカにあるダッカメトロの駅である。

## 概要
2022年12月29日開業でアガルガオン駅と共にダッカメトロで初開業の駅であり、少し北側にダッカメトロの車両基地であるウッタラ車両基地がある。

### 乗り入れ路線
乗り入れ路線はダッカメトロ6号線のみである。

### 駅周辺
バングラデシュ道路交通公社のバス停があり、乗り換えが可能である。

## 歴史
- 2022年12月29日: 開業。
- 2023年1月25日: パラビ駅が開業したため、隣駅がパラビ駅となる。
- 2023年2月18日: ウッタラ中央駅が開業したため、隣駅がウッタラ中央駅となる。

## 隣の駅
ダッカメトロ
6号線
ウッタラ北駅 - ウッタラ中央駅